# Oskar Baum
Oskar Baum (21. ledna 1883 Plzeň – 1. března 1941 Praha) byl český německy píšící spisovatel, novinář, hudební kritik a učitel hudby židovského původu, člen tzv. Pražského kruhu. Od dětství byl nevidomý.

## Život
Oskar Baum se narodil 21. ledna 1883 v Plzni jako nejmladší ze šesti dětí Jakoba Bauma (1844–1907), obchodníka se střižním zbožím, a Berthy, roz. Glazenové. Na rozdíl od mnohých pražských německy píšících autorů byl ještě vychováván v židovské víře. Již od narození měl slabý zrak, před svým osmým rokem oslepl na jedno oko. Za studií na plzeňském gymnáziu (budova dnešní Státní vědecké knihovny v Plzni), byl Oskar Baum napaden během rvačky českých a německých studentů 6. července 1894, přičemž bylo nešťastně zasaženo jeho zdravé oko, takže oslepl docela. 
Nešťastnou příhodu Oskar Baum později popsal ve své povídce Ein Schicksal (česky Rána osudu. 
Na dalších osm let byl rodiči poslán do Vídně do židovského internátního zařízení „Hohe Warte“ pro nevidomé děti a mládež, jehož nesnesitelný systém výchovy a výuky později popsal v románu Das Leben im Dunkeln (Život v temnotě). Zde v prosinci 1902 úspěšně složil státní učitelskou zkoušku ve hře na klavír a varhany. Pro jeho pozdější kariéru hudebního kritika bylo důležité, že se tu seznámil s všestranně vzdělaným, rovněž slepým, varhaníkem a pianistou Josefem Laborem, k jehož okruhu studentů patřili mj. Paul Wittgenstein, Alma Schindler a Arnold Schönberg.
Kolem roku 1902 se Baum odebral do Prahy, kam se již dříve přestěhovali jeho rodiče, a působil zde nejprve jako varhaník v Jubilejní synagoze v Jeruzalémské ulici, později jako učitel hry na klavír. V roce 1903 se tu seznámil s Maxem Brodem a jeho hlavní zájem se postupně přesouval k literatuře. Stefan Zweig později vylíčil, jak byl objeven Baumův talent: „Oskar Baum vyprávěl jednou v kruhu svých dnes už proslavených pražských přátel, Franze Kafky, Werfela a Broda, některé ze svých povídek, a to s takovou názorností a zanícením, že Max Brod, tento největší pomocník a nejobětavější přítel všech přátel, je honem stenografoval a poprvé předložil veřejnosti. Vznikla kniha (Uferdasein/Žití na břehu) a ta měla úspěch.“ V té době již Baum jakožto primus inter pares patřil k užšímu Pražskému kruhu, který kromě něho tvořili Max Brod, Franz Kafka a Felix Weltsch. Po Baumově svatbě s Margarete Schnabel (* 1874) v prosinci 1907 se stal jejich byt v Jindřišské ulici 25 (čp. 875/II)místem pravidelných setkání přátel. Třebaže byl plodným autorem a hojně publikoval, mj. romány (Die böse Unschuld, 1913; Die Tür ins Unmögliche, 1919), dramata (Das Wunder, 1920) a eseje (mj. Die verwandelte Welt, 1919, Die neue Wirklichkeit, 1921), nemohl se uživit jako literát na volné noze. Z tohoto důvodu se od roku 1920 stal pravidelným spolupracovníkem deníku Prager Presse a četných dalších novin a časopisů (např. Prager Tagblatt, Jüdische Rundschau, Der Jude, Die Selbstwehr, Das Theater, Die Weltbühne, Der Auftakt, Der Sturm a Die literarische Welt). Těžištěm jeho novinářské práce byla především hudební kritika, Brod jej pak ve svých vzpomínkách označil za „jednoho z nejuznávanějších hudebních kritiků v Praze“. V průběhu let začal Baum spolupracovat také s německým vysíláním Československého rozhlasu. V roce 1933 reagoval na nacistický převrat v Německu uveřejněním povídky Das erlösende Mittel (Spásný prostředek) pojednávající o preparátu, který vynalezl jakýsi prof. Höckerle, a který dokáže proměnit v Germány nejplnohodnotnějšího nordického typu nejen všechny Židy, ale i ty, kteří nemají potřebné smýšlení. Tento „Baumův“ profesor tak rozvine vizi, v níž každý, koho nacisté nenávidí, zůstává na svém místě. Zděšeni touto možností zavřou nacisté profesora do blázince, neboť: „Jaký smysl by měla revoluce, kdyby každý zůstal, kde je, kdyby nikdo nebyl zapuzen?“ Od roku 1934 převzal Baum předsednictví ve „Sdružení německých spisovatelů v Československu“ a na podzim téhož roku s dalšími členy spolku podepsal manifest Ligy pro lidská práva na ochranu života a bezpečnosti emigrantů. V roce 1935 se spisovatel podílel na uspořádání pražského kongresu „Proti ničení kultury a lidských práv v Německu“.
V roce 1938 byl Baum (tak jako všichni Židé) z Prager Presse propuštěn a nadále byl odkázán už jen na finanční podporu nadace „American Guild for German Cultural Freedom“. 16. března 1939, po zřízení Protektorátu Čechy a Morava, se všechny jeho spisy dostaly na index. Jeho úsilí vycestovat do Palestiny, která v té době byla ještě pod britskou mandátní správou, bylo neúspěšné. Přesto byl ochoten dalším pronásledovaným v Praze pomáhat a „v řadě případů přispěl dokonce k jejich záchraně“. V roce 1941 Oskar Baum onemocněl a po jedné z operací v pražské židovské nemocnici (dnešní budova Židovského muzea v sousedství Španělské synagogy) 1. března 1941 zemřel. O tři dny později byl pohřben na Novém židovském hřbitově na Olšanech. Jeho manželka Margarete byla následně deportována do tzv. ghetta Terezín, tam 27. srpna 1943 přišla o život. Jejich jedinému synovi Leopoldovi (Leo) Baumovi se podařilo utéct do Palestiny, kde krátce působil jako úředník britské mandátní správy, než se stal obětí bombového atentátu na hotel Krále Davida v Jeruzalémě, který provedla odbojová skupina Irgun.

## Literární dílo
| „Západožidovské mládeži se stala nesnesitelnou prázdná a prolhaná hra jejích otců se zbytky polovičatých revolucí, které se scvrkly do frází a kterými si nahrazovali vyšší Já, úsilí o ně, a aniž by je trápilo svědomí, lajdali se tak tragikou vezdejšího bytí. Jejich národním dramatem byl Moudrý Nathan, kde rovnost náboženského zážitku všech lidských srdcí tvoří tak samozřejmý předpoklad, že není nutné nořit se až k jeho základům, a kde splývání rozdílného účinku v barvách národů a ras umožňuje, aby se spolu s jeho vyjádřením smrsklým na formu bagatelizoval tento náboženský zážitek sám.“ |
| Oskar Baum |

Absence optického vjemu nijak neochudila básnictví slepého Pražana. Oskar Baum vynikal pozorovacím talentem svých ostatních čtyř smyslů, převážně svého sluchu. Zkušenost se slepotou ztvárnil roku 1909 šířeji v románu Das Leben im Dunkeln (Život v temnotě), v němž teprve vnitřní svět cítění a myšlení propůjčuje smyslové obrysy vnějšímu dění, tj. rámci autorova dětství a mládí. Znovu je reflektován strašlivý prožitek oné bitky, ve které Baumova postava Fricek Ellmann přichází o zrak, přičemž ideologické či rasistické pozadí té rvačky nechává Baum úplně stranou. Román vrcholí vůlí přetvořit neštěstí ve východisko jiného štěstí. K problematice slepoty se vrací ještě v dílech Die verwandelte Welt (Proměněný svět) z roku 1919 a Die neue Wirklichkeit (Nová skutečnost; 1921), kde však již načrtává nové vidění světa, v němž je současně se zážitkem jeho vnitřního světa ztvárněn svět vnější, popř. vnitřní slepota vidoucích.
Jako vrchol Baumovy prozaické tvorby bývá označován román Die Tür ins Unmögliche (Brána do nemožna) z roku 1920. Jeden člověk v něm bere na sebe vinu světa a následně ztroskotává. Absolutním aktem vůle přitom mělo být dosaženo ráje na zemi. Baum, který se absolutním aktem vůle naučil vidět jiným, neméně intenzivním způsobem, zde ukazuje, kde má takovýto akt vůle své hranice: totiž tam, kde si člověk sám udělí rozhřešení a ztratí vědomí milosti. Spasitelská postava tohoto románu, Baumův úředník Krastik, končí sebevraždou, jakmile si uvědomí konsekvence vlastního jednání. V této své knize proti laciným spasitelským programům, kterou měl mezi jeho texty Kafka v obzvláštní oblibě, chápe Baum spásu jako žitou pravdu: „Proč lidstvo tak bezmocně vrávorá do prázdna? Všichni krvácejí strachy, že by to mohlo být horší, kdyby to jednou zkusili po nejbližší přímé cestě neohrožené, úplné pravdy.“
Poslední Baumův publikovaný román Das Volk des harten Schlafs (Národ tvrdého spánku) z roku 1937 je autorovou reakcí na pronásledování Židů v Německu a jakýmsi pokusem vyburcovat židovský národ k bojovnému postoji. Na osudu tatarského národa Chazarů spisovatel ukazuje, že i v domněle beznadějné situaci je třeba bojovat proti zániku. V hlavní postavě Bulana, který si mezi islámem, křesťanstvím a židovstvím vybere judaismus, potom Baum odmítá neuváženou asimilaci mnoha evropských Židů včetně tzv. kulturního sionismu, v nějž dlouho nepřestával věřit Martin Buber.

## Výběrová bibliografie

### Romány a novely

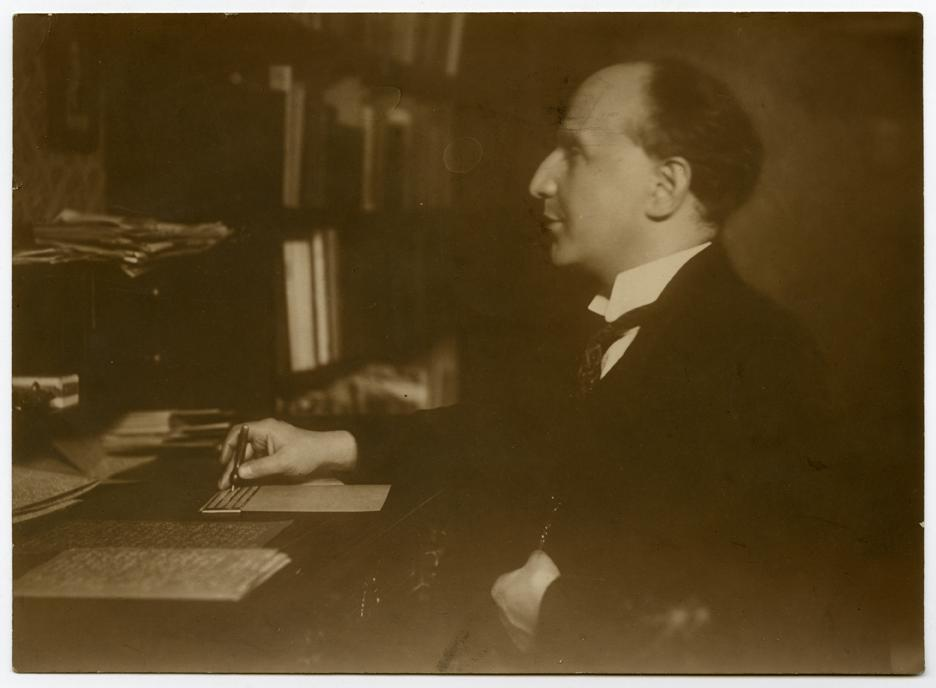
Oskar Baum při práci, 20. léta 20. století

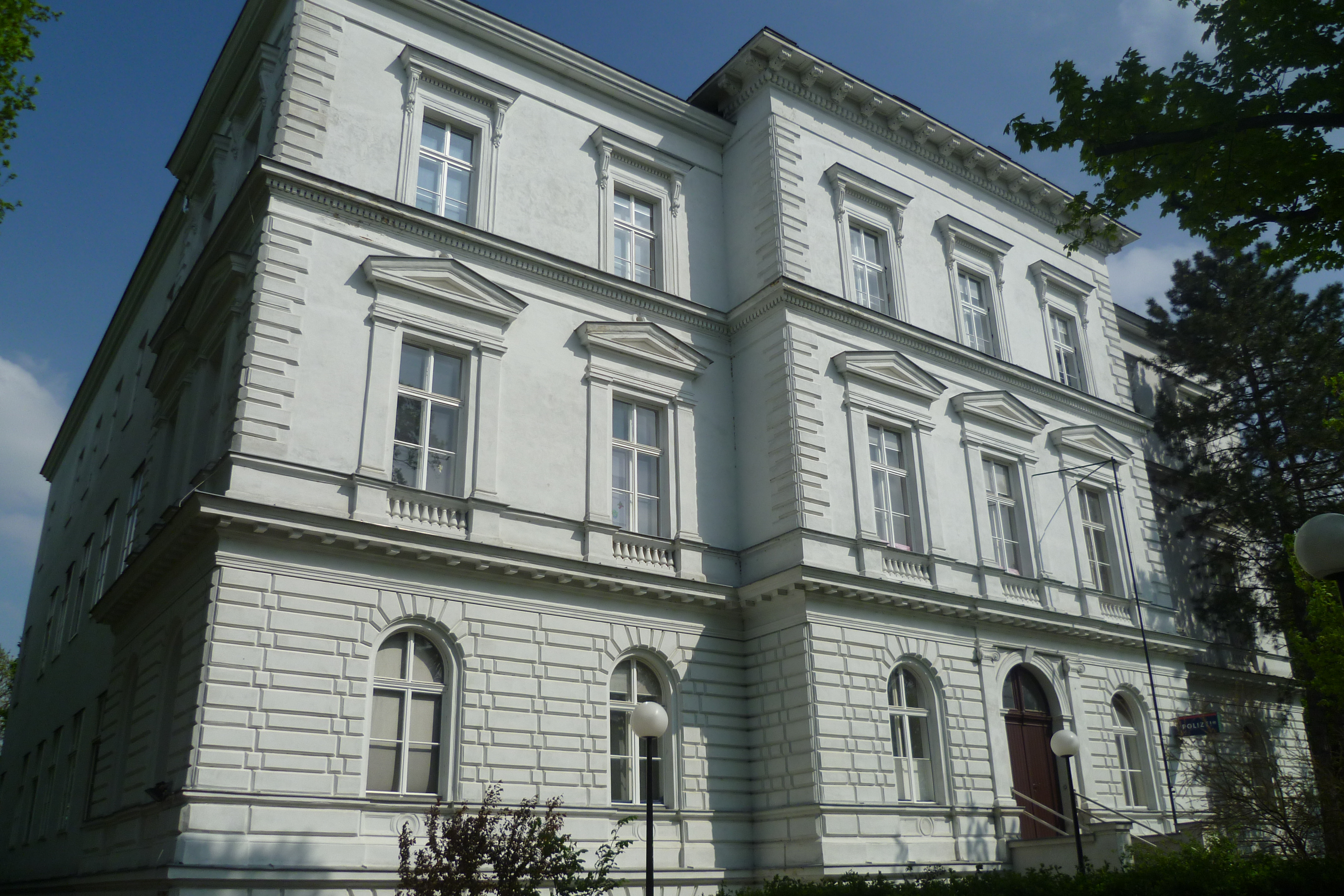
Israelitský institut pro nevidomé „Hohe Warte“ (Vídeň-Döbling 32)

- Uferdasein. Abenteuer und Tägliches aus dem Blindenleben von heute, Berlin-Charlottenburg, Stuttgart, Leipzig: Axel Juncker, 1908. Dostupné online
- Das Leben im Dunkeln, Stuttgart: Axel Juncker, 1909.
- Die Memoiren der Frau Marianne Rollberg. Bekannt durch den Prozeß mit dem Polizeikommissar Fröderer, Berlin-Charlottenburg: Axel Juncker, 1912.
- Die böse Unschuld, Frankfurt am Main: Rütten & Loening, 1913.
- Die verwandelte Welt, Wien, Leipzig: Deutsch-Österreichischer Verlag, 1919.
- Die Tür ins Unmögliche, München, Leipzig: Wolff, 1919. Dostupné online
- Die neue Wirklichkeit, Reichenberg, Prag, Leipzig, Wien: Heris-Verlag, 1921.
- Die Schrift, die nicht log, Berlin: Axia, 1931. Dostupné online
- Die Dame mit dem halben Mut [román na pokračování], in: Prager Tagblatt, 14. září až 9. listopad 1932.
- Zwei Deutsche, Antwerpen: La Bibliothèque, 1934. Dostupné online
- Das Volk des harten Schlafs, Berlin: Jüdischer Buchverlag, 1937. Dostupné online

### Povídky
- Ein Schicksal. Erzählung, Heidelberg: Saturn, 2(1912), Nr. 8[zdroj?]
- Zwei Erzählungen, Leipzig: Wolff, [1918].
- Drei Frauen und ich. Erzählungen und Bekentnisse, Stuttgart: J. Engelhorns Nachfolger, 1928.
- Nacht ist umher. Erzählung. Mit einem Nachwort von Stefan Zweig, Leipzig: Philipp Reclam jun., 1929.
- Erzählungen aus dem Blindenleben, Prag: Vitalis, 2000.

### Časopisecky vydané texty, texty vantologiích
1910
- Panatismus der Verachtung [povídka], In: Der Sturm. Jg. 1, Nr. 7, 14. April 1910, S. 52–53.
- Ballade aus dem Leben der Begriffe [báseň], In: Der Sturm. Jg. 1, Nr. 10, 5. Mai 1910, S. 78.
- Sühne [povídka], In: Der Sturm. Jg. 1, Nr. 18, 30. Juni 1910, S. 140–142.

1911
- Die Melodie der Stille [prozaická skica], In: Herder-Blätter. Jg. 1, Nr. 1, April 1911, S. 42.
- Die Rettung [úryvek z chystaného románu], In: Der Sturm. Jg. 2, Nr. 90, Dezember 1911, S. 716–718.

1912
- Für einen Nachmittag geladen [prozaická skica], In: Die Aktion. Jg. 2, Nr. 22, 29. Mai 1912, Sp. 696–697.
- Die Selbstherrlichen [prozaická skica], In: Die Aktion. Jg. 2, Nr. 24, 12. Juni 1912, Sp. 757–758.
- Krieg um die Freude [báseň], In: Die Aktion. Jg. 2, Nr. 26, 26. Juni 1912, Sp. 815.
- Das Fallen [prozaická skica], In: Die Aktion. Jg. 2, Nr. 27, 3. Juli 1912, Sp. 855.
- Sühne [povídka], In: Die Flut. Die Anthologie der jüngsten Belletristik. Sestavil Hermann Meister. Heidelberg: Saturnverlag Hermann Meister, 1912, S. 7–16.
- Die Erlösung. Novelle [novela na pokračování], In: Herder-Blätter. Jg. 1, Nr. 2, Februar 1912, S. 10–19.
- Die Erlösung. Novelle [novela na pokračování], In: Herder-Blätter. Jg. 1, Nr. 3, Mai 1912, S. 30–44.
- Zwischen Abend und Nacht [prozaický text], In: Saturn. Jg. 2, H. 8, August 1912, S. 173–174.
- Nachtfarbe [Erzählung], In: Der Sturm. Jg. 3, Nr. 131, Oktober 1912, S. 178.

1913
- See [sonet], In: Die Aktion. Jg. 3, Nr. 21, 21. Mai 1913, Sp. 532.
- Der Antrag [novela], In: Arkadia. Ein Jahrbuch für Dichtkunst. Sestavil Max Brod. Leipzig: Kurt Wolf Verlag, 1913, S. 105–118.
- Kleiner Roman [povídka], In: Saturn. Jg. 3, H. 2, Februar 1913, S. 45–46.

1914
- Der Indifferente. (Anmerkung zu den ersten Bücher Max Brod) [článek], In: Die Aktion. Jg. 4, Nr. 40/41, 10. Oktober 1914, Sp. 803–806.

1916
- Die Gegner des Krieges [úvaha], In: Die Weissen Blätter. Jg. 3, II, H. (4), April 1916, S. 58–65.

1917
- Das junge Geschlecht [novela], In: Das jüdische Prag. Eine Sammelschrift. Prag: Verlag der Selbstwehr, 1917, S. 28–32.

1918
- Der Beweis [povídka], In: Der Friede. Bd. 1, Nr. 8, 15. März 1918, S. 187–188.
- Das fremde Reich. Novelle [novela], In: Der Mensch. Jg. 1, H. 6/7, Juni / Juli 1918, S. 78–83.
- Die andere Internationale [článek], In: Die Weissen Blätter. Jg. 5,IV, H. (5), November 1918, S. 71–74.

1919
- Die Gefahr [novela], In: Deutsche Dichter aus Prag. Ein Sammelbuch. Sestavil Oskar Wiener. Wien; Leipzig: Verlag von Ed. Strache, 1919, S. 43–54.

1921
- Schuld [povídka], In: Der Anbruch. Jg. 4, Nr. 6, 1921, S. 9-10.

1922
- Otto Weininger [esej], In: Juden in der deutschen Literatur. Essays über zeitgenössische Schriftsteller. Sestavil Gustav Krojanker. Berlin: Welt-Verlag, 1922, S. 121–138.
- Richard Beer-Hofmann [esej], In: Juden in der deutschen Literatur. Essays über zeitgenössische Schriftsteller. Sestavil Gustav Krojanker. Berlin: Welt-Verlag, 1922, S. 198–206.

1926
- Die Augen des Publikums [úvaha], In: Der Sturm. Jg. 17, H. 6, September 1926, S. 91–94.
- Schuld [povídka], In: Der Sturm. Jg. 17, H. 6, September 1926, S. 94–96.

### Divadelní hry
- Das Wunder, Berlin, München: Drei Masken Verlag, 1920.
- Der Feind. Schauspiel in einem Akt, Berlin, München: Drei Masken, 1926.
- Der pünktliche Eros. Tragigroteske, Berlin, München: Drei Masken, 1927.

### České překlady
- Pokus o život: [cesta slepcova]: román. Překlad Jan Grmela. Praha: Pokrok, 1927. 172 s. Horizont; sv. 6.
- Soud lásky: román. Překlad Jan Grmela. Praha: Sfinx, Janda, 1931. 253 s. Nové cíle; sv. 459.
- Osudná láska: novela. Překlad Jan Grmela. Praha: Sfinx, Janda, 1931. 57 s. Nové cíle; sv. 459.